# Устричні острови
Устричні острови — архіпелаг, розташований біля східного узбережжя півострова Хорли (Гіркий Кут) Каланчацького району Херсонської області у Каркінітській затоці Чорного моря. Архіпелаг формують два низькі болотисті острови: «Західний» і «Східний», загальною площею 4 га.

## Географія і клімат
Устричні острови входять до Джарилгацького природного комплексу, відділяючи з південного-заходу затоку Широку від Джарилгацької. Обидва острови болотисті. Типологічно цей архіпелаг подібний до Каржинських островів.
Клімат островів помірно-континентальний, проте пом'якшений морем.

## Флора островів
Обидва острови вкриті очеретом; невеликі прогалини заросли лучною рослинністю та галофітами.
«Східний» острів оточений заростями очерету, а всередині його є мілководні озерця із заростями солеросу європейського (Salicórnia europaéa). Підвищені частини «Східного» острова займають полин сантонійський (Artemisia santonica L.), пирій продовжений, а на південному узбережжі цього ж острова росте катран понтійський (Crámbe póntica).

## Фауна островів
На островах поширені види птахів, що зустрічаються загалом у Джарилгацькій затоці: 248 видів птахів, зокрема лебідь-кликун, лебідь-шипун, гуска сіра, гуска білолоба, інші види качиних, баклан, лиска (птах), крячок, кульон великий, чайки, кулики. Біля узбережжя є популяція ската морський кіт.

## Історія освоєння
Невдовзі після заснування порту Хорли на Устричних островах з ініціативи Софії Фальц-Фейн на Устричних островах було засновано також завод із вирощування устриць — саме від цього виробництва архіпелаг отримав свою назву.